# 温菲尔德·斯科特·雪利
温菲尔德·斯科特·雪利（英語：Winfield Scott Schley，1839年10月9日—1911年10月2日）是美国海军的一名将军。

## 生平
出生于靠近马里兰州弗雷德里克的里奇菲尔德（Richfields）。1860年雪利毕业于美国海军学院，经历过美国内战，在1860年至1861年，他在尼亚加拉号（1855）三帆快速战舰上服役，1861年至1862年，他又以被委派到西部海峡分遣队的波多马克号（1819）三帆快速战舰上。随后参加了威诺娜号（1861） 明轮炮艇、莫农加西拉号（1862）小帆船和里士满号（1860）上的战斗，这些战斗的结果就是占领了路易斯安那州的哈得孙港，他在1862年7月16日提升为中尉。
1864年至1866年，雪利在太平洋上的Wateree号上服役。1865年，他镇压了钦查岛上中国劳工暴动。同年的晚些时候，为保护在萨尔瓦多革命中美国的利益，他在萨尔瓦多的拉乌尼翁登陆。
从1867年到1869年，他在美国海军学院中担任教师。从1869年到1872年他在亚洲的军事基地服役，在1871年6月10日至11日由John Rodgers海军少将率领的美国远征军对朝鲜Salee River上的要塞进攻期间，他担任了陆军副官。
从1872年至1875年，他担任海军学院现代语言系的系主任。他于1874年6月被提升为中校。
从1876年到1879年，在大多数时间里，他在南大西洋的巴西基地指挥着Essex号。在巡航期间，他指挥Essex号参与了在南设得兰群岛附近的搜索失踪捕海豹船的行动，并且将遇难船员撤离到特里斯坦—达库尼亚群岛上。
从1879年到1883年10月，他是第二灯塔区的稽核员。
在多次尝试补给和解救Adolphus Greely中尉率领的北极富兰克林女士湾探险队失败后。1884年2月，雪利被任命为下一次解救探险队的指挥官，6月22日，在穿过1400英里的冰原区后，雪利在Grinnell Land靠近Cape Sabine处，解救了Greely和其它幸存的6名（全队除Greely以外还有24名队员）队员
1885年，雪利被任命为美国海军部装备及征兵局局长。1888年3月，他被提升为船长。1891年，他在乔治·布朗海军少将的分遣舰队中指挥Baltimore (C-3)舰巡逻在智利沿海。1892年的上半年，他再次调到灯塔局，到1895年2月，他一直是第三灯塔区的稽查员。从1897年至1898年，他一直是灯塔管理委员会的会员（和主席）。
1898年2月，雪利被任命为准将，尽管是准将排名表中最后一位，3月24日，他被任命为 机动舰队指挥官，此舰队将Brooklyn (CA-3)作为旗舰，参加美西战争。
1898年5月18日，William T. Sampson 代理海军少将命令雪利的机动舰队前往西恩富戈斯搜寻由塞韦拉海军上将指挥的西班牙舰队。当sampson接到流言称塞韦拉不在西恩富戈斯，而是在Santiago de Cuba，他开始犹豫不决，sampson先将流言通知雪利，但是仍然命令雪利呆在西恩富戈斯，然而不久以后，他改变主意，命令雪利调查一下圣地亚哥的情况。
尽管雪利是sampson的下属，但他习惯于独立指挥自己的船。雪利决定留在西恩富戈斯，他觉得所有的迹象都表明塞韦拉就躲在海港里的某一个地方，在从古巴叛乱份子那里得知塞韦拉肯定不在西恩富戈斯后，雪利决定服从他三天前接收到的sampson的命令，前往圣地亚哥。当他遇到的3艘美国巡洋舰船员都否认知道塞韦拉的下落后，雪利决定回到基韋斯特島，给他的船加煤。美国海军部给雪利送来一个急件，要求他呆在圣地亚哥，但他回复说他不能听从这些命令。但是令人费解的是，5月28日雪利在半途中又决定返回圣地亚哥，在随后的几天内西班牙舰队被证实出现在那里。sampson于6月1日到达，承担了指挥任务，美国舰队形成了对港口的封锁，对西班牙船只进行拦截。
7月3日，Sampson上岸会见沙夫特将军，塞韦拉试图带领他的舰队冲出包围圈。雪利在Sampson不在位的情况下承担了指挥任务，当西班牙舰队Maria Teresa号试图冲撞雪利的旗舰Brooklyn号时, 他命令旗舰避让，这造成了它与Texas号的碰撞。这也给西班牙舰艇增加了逃跑的时间，但是美国舰队，包括Brooklyn号, 对西班牙舰队进行了追击，并成功的完全消灭了它们。
Sampson汇报胜利的报告中，即使他自己并未实际参加战斗，但是除了他自己以外，报告没有提及其它军官。

## 紀念
雪利號驅逐艦 (DD-103/APD-14) 就是為了向他致敬而起名的。

## 外部連結
- Arlington National Cemetery （页面存档备份，存于）
- Spanish American War Centennial Site by Jack L. McSherry, Jr （页面存档备份，存于）

Categroy:美國軍人